# 海水白點蟲
海水白點蟲（学名：Cryptocaryon irritans）为白點蟲屬下的一个种。